# Альбуццано
Альбуццано (італ. Albuzzano, п'єм. Albuzzano) — муніципалітет в Італії, у регіоні Ломбардія,  провінція Павія.
Альбуццано розташоване на відстані близько 450 км на північний захід від Рима, 32 км на південь від Мілана, 10 км на схід від Павії.
Населення — 3529 осіб (2014).

## Демографія
Населення за роками:

Станом на 1 січня 2023 року в муніципалітеті офіційно проживало 396 іноземців з 34 країн, серед них 211 громадян країн Євросоюзу та 19 громадян України.

## Сусідні муніципалітети
- Бельджоїозо
- Кура-Карпіньяно
- Філігера
- Лінароло
- Валле-Салімбене
- Вістарино